# 国際鉄道連合
国際鉄道連合（こくさいてつどうれんごう、フランス語: Union Internationale des Chemins de fer、略称：UIC、英語: International Union of Railways）は、世界各国の鉄道事業者によって組織される国際的機関である。世界鉄道連合（せかいてつどうれんごう）とも呼ばれる。本部はフランスのパリ。
鉄道技術に関する国際的な標準の確立や、国際列車運行の推進、鉄道運営に関わるサポートなどを行う。UICが定めた規格として「UIC規格」がある。
加盟している鉄道事業者は主として、各国の国有鉄道、あるいは民営化された旧国有鉄道となっている。
理事会・総会が年2回開かれ、前年度の決算・活動報告に加え、予算やプロジェクトの進め方を議論、決定する場となっている。運行管理と列車制御については、事例報告を交えた話し合いを行う、UIC世界信号会議が、2年に1度開催されている。また、高速鉄道については、UIC世界高速鉄道会議が、数年に1度開催されている。

## 歴史
第一次世界大戦後の1922年に国際列車運行の円滑化や、鉄道技術の標準化を目的に、それ以前から開催されていた万国鉄道会議参加国を中心とした、主にヨーロッパ各国の鉄道事業者（22カ国51鉄道事業者）によって組織され、発足した。日本（当時は「鉄道省」）は、発足当初から加盟している。
2014年4月現在、世界の約200団体（準会員、賛助会員を含む）が、UICのメンバーとなっている。日本の鉄道事業者では、JR東日本、JR東海、JR西日本、JR貨物、JR総研の5事業者が参加している。
2009年4月1日から2012年7月末まで、JR東日本の副会長である石田義雄が、日本人として初めてUIC会長を務めた。2010年6月9日・10日には、理事会・総会が日本で初めて開かれた。これと同時に、UIC第2回世界信号会議が、7～9日にUICとJR東日本の共催で開かれた。2015年7月7日から10日まで、JR東日本とUICの共催による第9回UIC世界高速鉄道会議が、東京国際フォーラムで開催された。

## 鉄道車両の分類
UICは鉄道車両の分類システムを確立した。
- UIC貨車分類（英語版）
- UIC動力車車軸配置分類（英語版）
- 客車のUIC分類記号
- UIC動力車識別記号（英語版）
- UIC貨車番号（英語版）
- UIC国別番号

- UIC貨車分類 Rgmss（R=長物車）

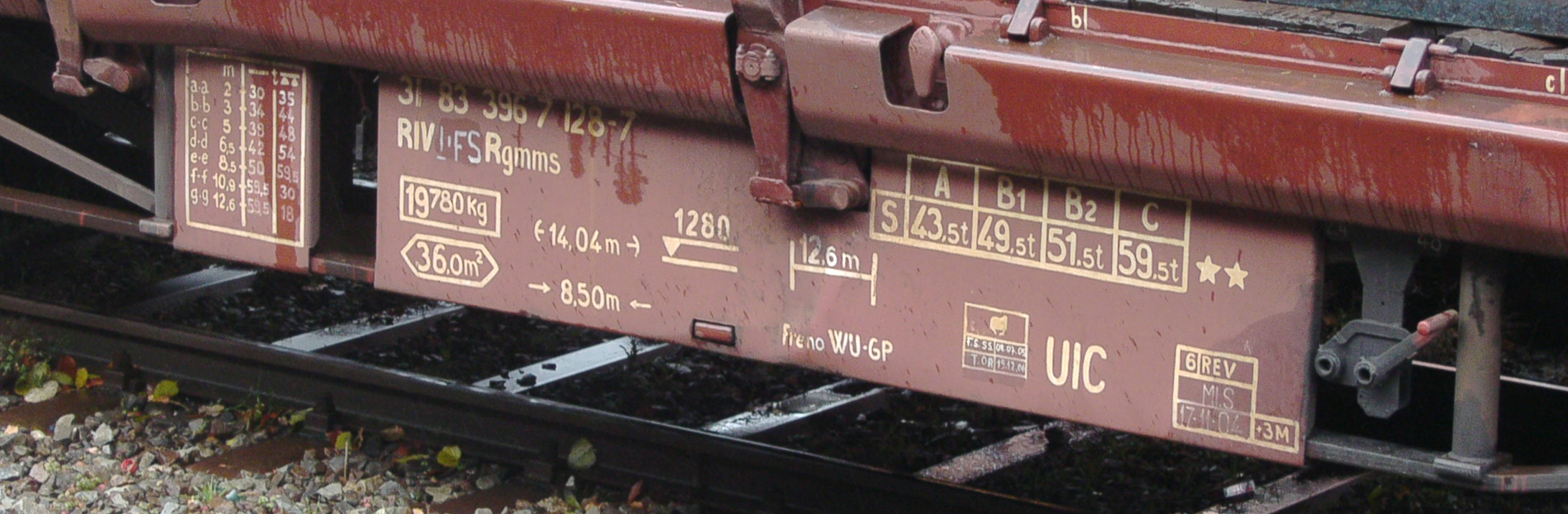
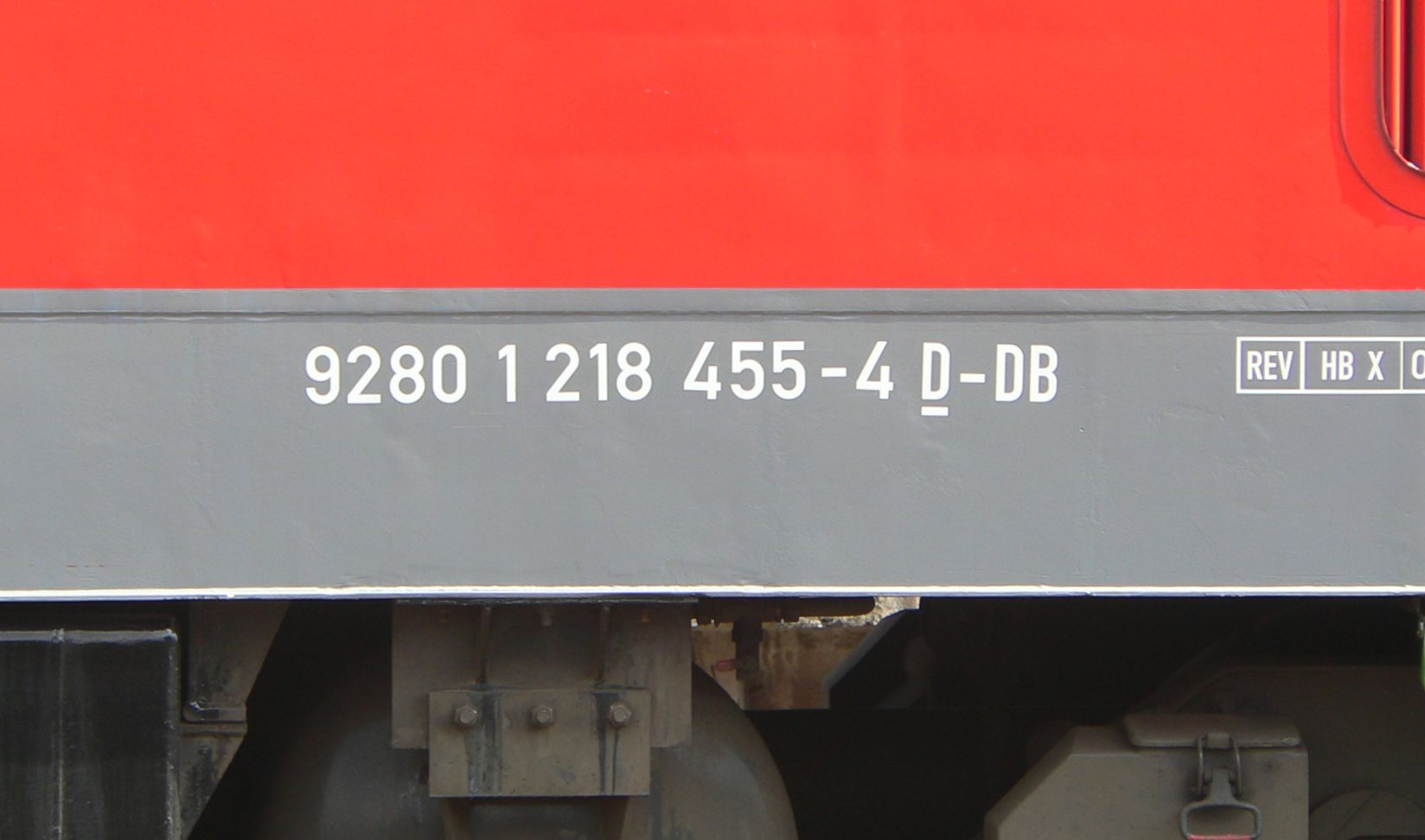
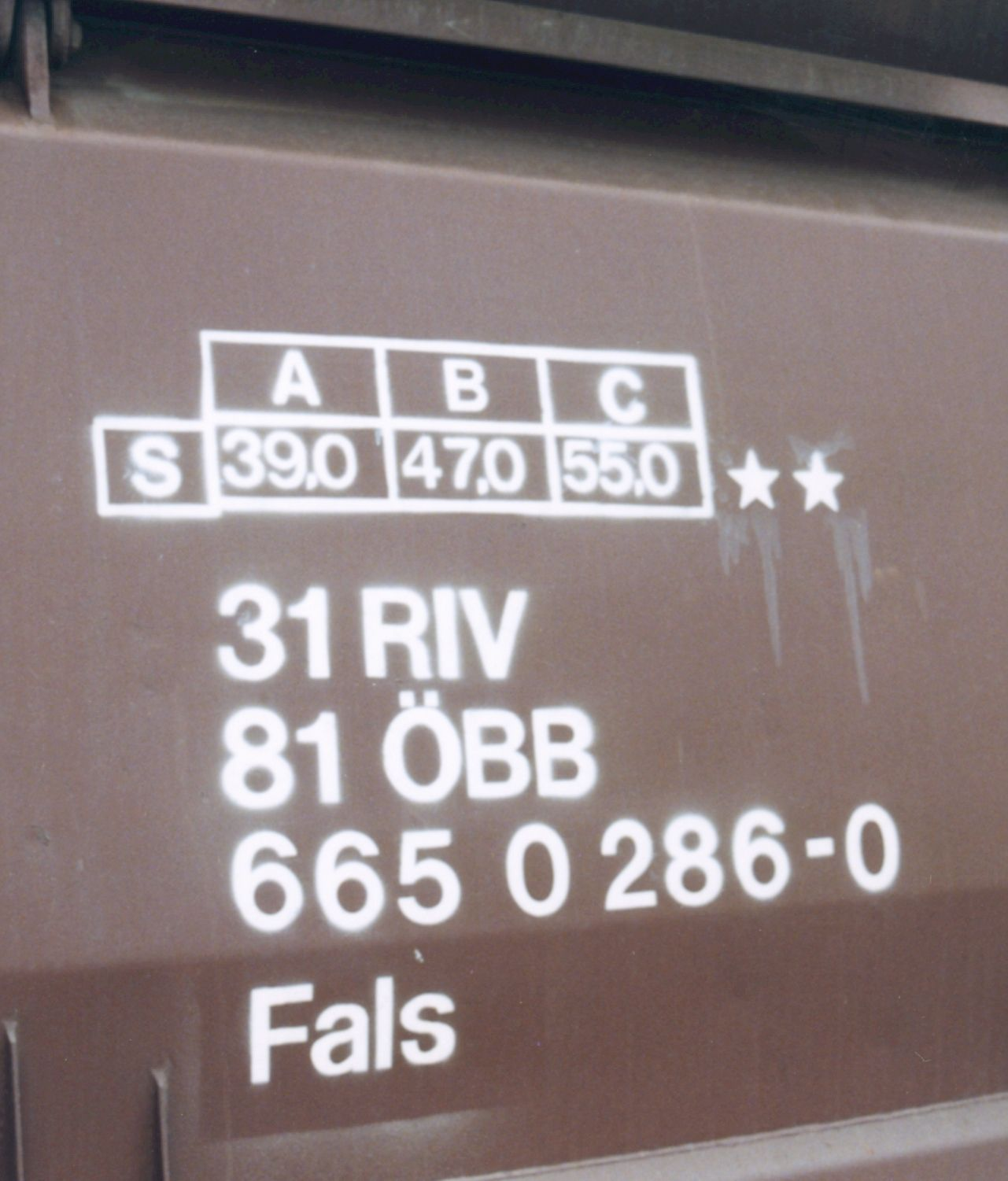
UIC動力車識別記号 (80=ドイツ)
- UIC貨車番号　(81=オーストリア)